# 萊克城 (加利福尼亞州內華達縣)
萊克城（英語：Lake City）是位於美國加利福尼亞州內華達縣的一個非建制地區。該地的面積和人口皆未知。

## 地理
萊克城的座標為39°21′31″N 120°56′30″W / 39.35861°N 120.94167°W，而該地的平均海拔高度為1032米（即3386英尺）。